# Lasiocampa trifolii
Lasiocampa trifolii es un lepidóptero de la familia Lasiocampidae. Se encuentra en el paleártico: Eurasia y norte de África.

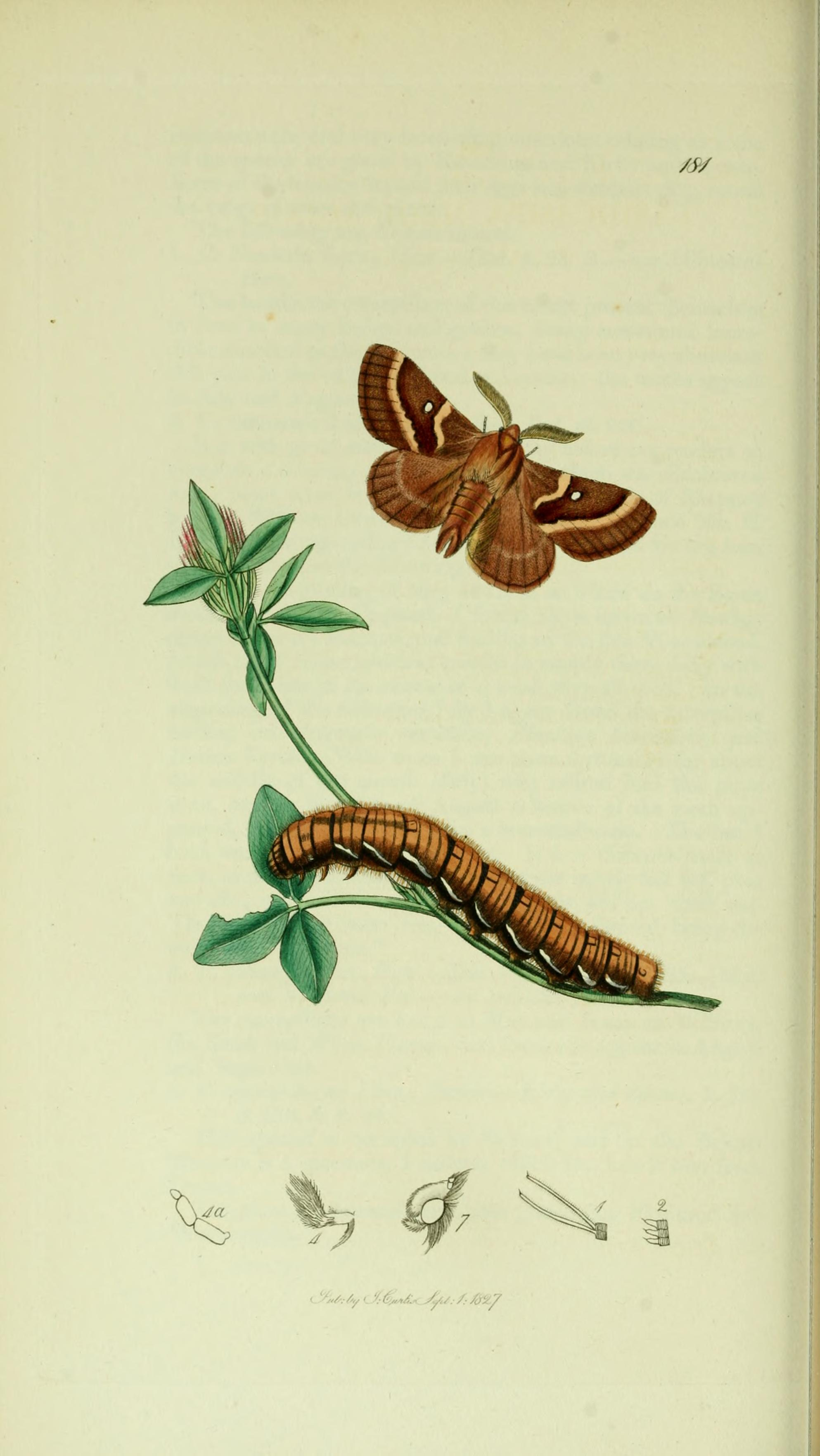
Ilustración del volumen 5 de Entomología Británica de John Curtis.

Su envergadura es de 40–55 mm. La polilla vuela de junio a septiembre dependiendo de la localización.
La larva se alimenta de varias especies de arbustos y árboles de hoja caduca, tales como el roble, el haya común, el álamo y el brezo.